# Відлига (серіал)
«Відлига» — російський дванадцятисерійний драматичний телесеріал режисера Валерія Тодоровського. Виробництво кіностудії «Мармот-фільм». Прем'єрний показ відбувся на «Першому каналі» 2—10 грудня 2013 року. Прем'єра в Україні відбулася у березні 2014 року.

## Сюжет
Дія фільму відбувається в 1961 році. Кінооператор Віктор Хрустальов потрапляє в складну ситуацію. Його підозрюють у причетності до загибелі друга, талановитого сценариста Костянтина Паршина, який наклав на себе руки під час запою. Органи намагаються будь-якими способами посадити Хрустальова у в'язницю. Віктору треба зняти комедію «Дівчина і бригадир», щоб отримати дозвіл зробити фільм «Осколки» за чудовим сценарієм, що залишився після загиблого друга-сценариста. Цей сценарій хоче поставити молодий режисер Єгор М'ячин. Хрустальов влаштовує його стажистом до маститого режисера Кривицького на комедію. У цьому ж фільмі знімаються колишня дружина Хрустальова, Інга, і його молода кохана Мар'яна, в яку закоханий також і Єгор М'ячин.

## В ролях
- Євген Циганов — оператор Віктор Хрустальов;
- Олександр Яценко — режисер-стажист Єгор Ілліч Мячин;
- Анна Чіповська — студентка МДУ Мар'яна Пічугіна;
- Михайло Єфремов — режисер Федір Андрійович Кривицький;
- Яна Сексте — Люся Полініна

## Нагороди
- 1 квітня 2014 року телесеріал «Відлига» отримав спеціальний приз Ради Російської академії кінематографічних мистецтв «Ніка» «За творчі досягнення в мистецтві телевізійного кінематографа» за 2013 рік.
- У 2015 році був удостоєний премії Уряду Російської Федерації.